# José Mesiano
José Agustín Mesiano (Villa Lynch, 1º maggio 1942 – 18 maggio 2017) è stato un calciatore argentino, di ruolo centrocampista.

## Palmarès

### Club

#### Competizioni nazionali
- Campionato argentino: 1

Rosario Central: 1971 Nacional

### Nazionale
- Taça das Nações: 1

1964